# Koło Geografów Uniwersytetu Jagiellońskiego
Koło Geografów Uniwersytetu Jagiellońskiego im. Ludomira Sawickiego (KGUJ) – studenckie koło naukowe działające przy Instytucie Geografii i Gospodarki Przestrzennej Uniwersytetu Jagiellońskiego w Krakowie.
Pierwsze na ziemiach polskich stowarzyszenie skupiające studentów geografii, Koło Geografów Młodzieży Uniwersytetu Jagiellońskiego powstało 20 listopada 1881 roku z inicjatywy słuchaczy prof. Franciszka Czernego-Schwarzenberga. Od 1959 organizacja działa pod nazwą Koło Geografów UJ im.Ludomira Sawickiego. Jest tym samym jedną z najstarszych i najstarszą w Polsce studencką organizacją skupiającą młodych ludzi zainteresowanych pogłębianiem wiedzy geograficznej.
Siedziba Koła mieści się w pokoju 1.04 na pierwszym piętrze Instytutu Geografii i Gospodarki Przestrzennej UJ przy ul. Gronostajowej 7, 30-387 Kraków (na tzw. Nowym Kampusie UJ na Ruczaju).
Opiekunem Koła jest dr Piotr Kłapyta.

## Cele Koła
1. Pogłębianie zainteresowań w zakresie nauk geograficznych poprzez pracę terenową i kameralną;
2. Popularyzacja wiedzy geograficznej;
3. Organizowanie życia towarzysko-kulturalnego członków Koła[2].

Na przestrzeni lat Koło wypracowało różne formy realizacji tych celów: badania naukowe indywidualne lub w sekcjach; krótkie wycieczki terenowe, jak i dalekie wyprawy badawcze; obozy naukowe; organizacja lub uczestnictwo w konferencjach naukowych; publikacje; kontakty zagraniczne w ramach EGEA; a także spotkania towarzyskie, Bale Geografa i wyjazdy integracyjne.

## Aktualna działalność
Projekty badawcze członków Koła mają za cel poszerzenie i wypróbowanie wiedzy zdobytej na studiach oraz przygotowanie do przyszłej pracy naukowej. Pomysły wychodzą od Zarządu lub od poszczególnych członków Koła zainteresowanych konkretnym tematem. Badania są przeprowadzane indywidualnie lub (częściej) w obrębie grup badawczych, powstałych do konkretnych pomysłów. Obecnie nie funkcjonują sztywne, stałe sekcje. Koło wspiera badania swoim autorytetem, zasobami i, nieraz, finansami.

## Historia
Koło Geografów Młodzieży Uniwersytetu Jagiellońskiego powstało przy Katedrze Geografii UJ, prowadzonej przez prof. Franciszka Czerny-Schwarzenberga, 20 listopada 1881 r. jako samodzielna organizacja z własnym statutem i władzami. Powodem była konieczność zastąpienia rządowego seminarium z geografii, na które władze nie wyraziły zgody. Po zawieszeniu działalności w 1884 r. Koło odrodziło się rok później jako zupełnie samodzielne Koło Geografów Uczniów UJ. Główną formą działalności były referaty i dyskusje z udziałem profesora. Dodatkowo zaczęto kompletować bibliotekę i organizowano wycieczki. Po uruchomieniu w 1890 r. rządowego seminarium, w formie ćwiczeń praktycznych z geografii, Koło straciło rację bytu i zaprzestało działalności.
Powrót do idei koła naukowego nastąpił w 1915 r. za sprawą dr Ludomira Sawickiego. Rok później władze zatwierdziły statut i zezwoliły na działalność Koła Geografów Słuchaczy UJ. Koło otrzymało pomieszczenie w Collegium Novum, a kuratorem został dr Sawicki. Ze względu na toczącą się wojnę działalność organizacji była znacznie utrudniona. Mimo tego wrócono do sprawdzonych form działania, jak organizacja referatów i dyskusji, kompletowanie biblioteki, organizacja krótkich wycieczek w okolice Krakowa oraz spotkań towarzyskich. Trudne czasy wymagały poszerzenia działalności o działania społeczne oraz organizacje repetytoriów (głównie z kartografii). Powołanie w 1918 r. Instytutu Geografii oraz przeniesienie go w 1920 r. do nowej siedziby w dawnym Arsenale przy ul. Grodzkiej 64 stały się, mimo obaw, pozytywnym bodźcem w działalności Koła.
W 1922 r. Koło wróciło do swojej dawnej nazwy: Koło Geografów Uczniów UJ. W tym samym czasie, po remoncie i adaptacji zabytkowego budynku Instytutu, zintensyfikowano liczbę zebrań naukowych do nawet kilkunastu rocznie. Referowano na nich przebieg wycieczek i dyskutowano nad projektami badawczymi członków. Spokojniejsze czasy sprzyjały też zwiększeniem liczby i jakości, prowadzonych w ramach prac kołowych, badań naukowych. Kwitła współpraca z Polskim Towarzystwem Geograficznym, Polskim Towarzystwem Krajoznawczym i Polskim Towarzystwem Tatrzańskim.
Wszystko to skutkowało licznymi publikacjami naukowymi członków KGUUJ, m.in. w „Wiadomościach Geograficznych” (redagowanych przez L. Sawickiego), „Czasopiśmie Geograficznym” i „Przeglądzie Geograficznym”. Koło samo wydało trzy „Zeszyty Zbiorowych Prac Naukowych KGUUJ” oraz, na potrzeby studentów, skrypty i mapy. Oprócz popularnych wycieczek w okolice Krakowa zaczęto organizować dalsze wyprawy, zarówno do innych regionów Polski, jak i za granicę. Od lat 20. popularność zyskiwały integracyjne spotkania geografów, które przekształciły się w cykliczne, jesienne „herbatki zapoznawcze” i „pląsy geograficzne”. Większość działań Koła była koordynowana przez wyspecjalizowane sekcje (ich liczba i zakres działania zmieniały się na przestrzeni lat), w których działała część członków. W 1927 r. z inicjatywy KGUUJ zorganizowano w Krakowie „I Zjazd Ogólny Kół Geografów Studentów Rzplitej Polskiej”, na którym utworzono ogólnopolski „Związek Kół Geografów Uczniów Uniwersytetów Rzeczypospolitej Polskiej” integrujący i koordynujący działania młodych geografów z całego kraju. W 1933 r. Kraków gościł również V Zjazd KGSRP. Śmierć prof. Ludomira Sawickiego nie przerwała aktywności studentów, jednak nowy kurator KGUUJ – prof. Jerzy Smoleński, ze względu na słabe zdrowie, nie mógł aktywnie uczestniczyć w wyprawach i pracach terenowych.
II wojna światowa przerwała jakąkolwiek działalność na Uniwersytecie i w 1940 r. przyniosła prof. Smoleńskiemu w śmierć w hitlerowskim obozie koncentracyjnym w Sachsenhausen. Od 1942 r. w ramach Tajnego Uniwersytetu Jagiellońskiego doc. Józef Szaflarski prowadził kursy geografii. Ich słuchacze po wojnie uczestniczyli w odbudowie Instytutu i Koła.
Wznowienie działalności KGUUJ w kwietniu 1945 r. rozpoczęto od porządkowania Instytutu i herbatki zapoznawczej z prof. Eugeniuszem Romerem – nowym kuratorem Koła. Przez następne trzy lata Koło mogło jeszcze działać w przedwojennym stylu. Równie ważna jak funkcja naukowa, stała się wtedy funkcja zapomogowa i samopomocowa.
W związku z nasilającymi się tendencjami centralistycznymi w 1949 r. włączono KGUUJ do Stowarzyszenia Kół Naukowych Wydziału Matematyczno-Przyrodniczego, gdzie działało jako sekcja. Na spotkaniach odbywały się głównie szkolenia ideologiczne. W 1950 r. odgórnie zlikwidowano wszystkie koła naukowe. Kilka miesięcy później reaktywowano Koło Geografów Uniwersytetu Jagiellońskiego, jako przybudówkę Zrzeszenia Studentów Polskich. Pod kuratelą prof. Mieczysława Klimaszewskiego KGUJ skupiło się wyłącznie na badaniach naukowych. Ok 1956 r. działalność Koła zamarła.
Kolejna reaktywacja KGUJ nastąpiła w 1959 r. W 1964 r. Koło przyjęło za patrona prof. Ludomira Sawickiego. Przystosowując się do obowiązujących warunków KGUJ skupiło się głównie na poszerzeniu odgórnie narzuconego programu studiów geograficznych poprzez własne badania naukowe studentów. Odbywały się one początkowo w czterech sekcjach: Geomorfologicznej, Hydrograficznej, Klimatologicznej i Geografii Ekonomicznej. Później utworzono również sekcje Geografii Fizycznej Kompleksowej. Podstawową formą prowadzenia badań były organizowane, przez sekcje lub ZSP, letnie i zimowe obozy naukowe. Inne formy działalności zanikły lub straciły na znaczeniu. Nie ustała działalność w ogólnopolskim ruchu kół naukowych geografów. Delegaci KGUJ uczestniczyli w Ogólnopolskich Zjazdach Studenckich Kół Naukowych Geografów, często osiągając sukcesy. Koło organizowało ośmiokrotnie ogólnopolskie zjazdy w 1927, 1933, 1971, 1973, 1981, 1991, 2002 i 2013 r. Mimo napiętej sytuacji politycznej w listopadzie 1981 r. z okazji jubileuszu 100-lecia istnienia Koła zorganizowano w Zakopanem XVII Ogólnopolski Zjazd Studenckich Kół Naukowych Geografów, zakończony hucznym balem.
Po zniesieniu stanu wojennego Koło, z nowym opiekunem – doc. Ludwikiem Kaszowskim, wróciło do prowadzenia badań naukowych. W ciągu kilku następnych lat ilość i zakres zainteresowań sekcji kilkakrotnie się zmieniały. Większą uwagę, zwłaszcza pod koniec lat 80., położono również na działalność towarzyską (Bale Geografa, „otrzęsiny”, „opłatki”, Festiwale Piosenki Geograficznej), popularyzatorską (pismo „nieregularnik” „Globusik”, pokazy przeźroczy) i organizacje wycieczek, również tych zagranicznych.
Lata 90., wraz ze zmianami ustrojowymi, przyniosły pewien kryzys w działalności Koła. Nowy, elastyczny program studiów, duża liczba kursów terenowych i zmiany w mentalności studentów spowodowały likwidacje sekcji (odradzały się czasem, lecz zazwyczaj krótkotrwale) i zahamowanie badań naukowych. Pojedyncze osoby organizowały wartościowe projekty badawcze, lecz brak było ciągłości takiej aktywności. W takiej sytuacji na pierwszy plan wysunęła się towarzyska i integracyjna działalność Koła (bale, wigilijki, andrzejki, sylwestry, otrzęsiny, złazy). Coraz większą popularnością cieszyły się wyjazdy zagraniczne – zorganizowane lub jedynie wspierane przez Koło. Zazwyczaj uczestniczono w ogólnopolskim ruchu naukowym organizując w 1991 i 2002 r. w Krakowie Ogólnopolski Zjazd SKNG. Wraz z przystąpieniem Koła w 1989 r. do Europejskiego Stowarzyszenia Młodych Geografów i Studentów Geografii (EGEA – European Geography Association) Członkowie Koła zaczęli uczestniczyć w krótkich wymianach z różnymi europejskimi ośrodkami uniwersyteckimi oraz w organizowanych przez EGEA kongresach. W 2002, 2010 oraz 2015 KGUJ było organizatorem międzynarodowego Wschodniego Regionalnego Kongresu EGEA, a w 2007 r. w Ustroniu zorganizowało Kongres Roczny EGEA.
W 1996 r. opiekę nad Kołem przejął prof. Bolesław Domański.
Na początku XXI wieku nastąpił wzrost aktywności naukowej, towarzyskiej i organizacyjnej Koła. Uroczyste obchody 120-lecia istnienia Koła oraz organizacja kilku dużych konferencji pomogły zintensyfikować działalność. Dodatkowym pozytywnym impulsem było przeniesienie się w 2005 r., wraz z Instytutem, z budynku przy ul. Grodzkiej (pożegnanego uroczystym balem) do nowej, większej siedziby w III Kampusie UJ, przy ul. Gronostajowej. W 2006 r. KGUJ zorganizowało obchody 125-lecia istnienia z tej okazji wydano książkę dotyczącą historii Koła.W 2006 opiekunem KGUJ został prof. Mirosław Żelazny i pełnił tę funkcję do roku 2022 (chyba xd). Obecnie opiekunem KGUJ jest dr hab. Piotr Kłapyta.
Według stanu na 2015 w Kole zapisanych jest około 80 osób. Członkowie Koła są uczestnikami i organizatorami konferencji (m.in. Walka o Złotą Sowę, Ogólnopolski Zjazd Studenckich Kół Naukowych Geografów, Ogólnopolskiej Konferencji Naukowej Młodych Badaczy) i wyjazdów naukowych (m.in. Węgry 2010, Rumunia 2011, Gruzja 2012, Bułgaria 2014 oraz HydroBieszczady). Koło organizuje także różnego typu cykliczne imprezy towarzyskie (Adapciak i Otrzęsiny dla studentów I roku, Bal Geografa, Andrzejki, Wigilię Kołową, Festiwal Piosenki Geograficznej, Mistrzostwa Geografów w Zjeździe na Dętce). KGUJ jest również jednym z organizatorów Festiwalu Podróżniczego „Travenalia”, od roku 2024 funkcjonującego pod nazwą "Geographica".

## Słynni geografowie działający w Kole Geografów
- prof. Józef Szaflarski,
- prof. Mieczysław Klimaszewski
- prof. Antoni Wrzosek
- prof. Wojciech Widacki
- prof. Bolesław Domański
- Aleksander Ostrowski
- prof. Marek Drewnik